# 锡比尔斯基 (阿尔泰边疆区)
锡比尔斯基（羅馬化：Sibirskiy），1992年之前称第一锡比尔斯基（Сибирский-1）、1992－1995年称锡比尔斯科耶（Сибирское），是俄罗斯阿尔泰边疆区的市级镇，属封闭行政区。
该地2021年有人口12,272人；2010年人口11,306人；2002年人口12,046人。